# Gasherbrum I
Gasherbrum I (còn được gọi đỉnh cao ẩn hoặc K5) là đỉnh cao thứ 11 trên Trái Đất, nằm trên biên giới Pakistan-Trung Quốc trong vùng Gilgit-Baltistan của Pakistan. Gasherbrum I là một phần của khối núi Gasherbrum, nằm ở vùng Karakoram của Himalaya. Gasherbrum thường được gọi là "Bức tường toả sáng", có lẽ là do bề mặt nó dễ nhìn thấy từ đỉnh núi lân cận Gasherbrum IV, nhưng trong thực tế, tên gọi nó đến từ "rgasha" (đẹp) + "brum" (núi) trong Bălţi, vì vậy nó thực sự có nghĩa là "núi đẹp".